# Kulturhuset (Randers)
Kulturhuset er et bygningskompleks i Randers, der rummer Randers Bibliotek, Randers Stadsarkiv, Museum Østjylland og Randers Kunstmuseum og derudover en café, samt sale og mødelokaler. Huset, der er tegnet af Flemming Lassen og indviet i 1969, er Danmarks første kulturhus.

## Bygninger og byggehistorie
Kulturhuset består af tre sammenføjede bygninger. Den ældste er Randers Tekniske Skoles tidligere hovedbygning, der er opført i røde mursten i 1891 og tegnet af J.P. Jensen Wærum. I 1937 blev der føjet endnu en bygning til, som blev tegnet af I.P. Hjersing, og endelig blev Flemming Lassens kvadratiske bygning opført i årene 1964-1969. Lassens bygning er et markant udtryk for brutalisme, som er et begreb i den moderne arkitektur.
Den første tegning af det nye kulturhus blev bragt i Randers Amtsavis i 1963, hvorefter der fulgte en lang byggeperiode, som var præget af intens politisk diskussion, ikke mindst hvad angik byggeriets budget. Huset blev imidlertid indviet torsdag den 28. august 1969 kl. 15.00 under navnet Biblioteks- og Museumsbygningen. Den fik dog hurtigt det mere mundrette navn Kulturhuset.
Over indgangen til Kulturhuset hænger skulpturen Ringen, udført i 1997 af Viera Collaro (en).